# 中国人民解放军第三师
中国人民解放军第三师，是中国人民解放军曾经的一个师。1949年2月，由西北野战军第1纵队独立第7旅改称中国人民解放军第1军第3师，下辖7、8、9团，师长傅传作，政委曹光琳。其前身为1947年12月组建的晋绥军区独立第7旅。解放战争中该师参加了临汾、晋中、太原、扶眉等战役战斗。1952年6月，与第1师合编为第1军第1师。原第3师师部改编为青海军区领导机关，7团改建为第1师炮兵团，8团改建为第1师战车团，9团团部调归空军，部队分编入第1师各团。